# 월피동
월피동(月陂洞)은 경기도 안산시 상록구에 위치한 동이다. 안산천 연안의 평탄부에 자리잡은 시 동북부의 관문으로, 도·농 병합지역이다. 본래의 이름은 다리피[月入陂]로 해뜨는 언덕받이에 자리잡고 있었다. 조선시대에는 '1논줄(현 시흥시 논곡동 논줄), 2다리피'라고 했을 만큼, 안산군 관내에서는 명성이 높았던 마을이었다. 동 이름은 이 마을에서 유래한다.

## 역사
조선시대에는 안산군 인화면 월입피리 지역이었다. 1914년 시흥군 수암면 월피리라고 하였고, 1986년 안산시 수암동으로 바뀌었다. 1991년 수암동이 월피동과 와동으로 분동되었고, 1995년 월피동이 부곡동과 월피동으로 분동되었다.
행정동인 이 동은 법정동인 월피동·양상동·부곡동(일부지역)으로 이루어져 있으며, 자연마을로는 웃보대·아랫보대 등이 있다.
예로부터 농토가 기름지고 안산천이 흘러 해마다 풍년이 들었으며, 부자가 많이 살던 곳이다. 그런데 신도시 개발로 자연마을이 폐동되어 서쪽지역(다리피)은 택지로, 동쪽지역(부루지)은 아파트단지로 변모하였다.
양상동은 전형적인 농촌취락지역이다. 현재도 개발의 영향을 덜 받고 있는 오지로, 역사적인 유물과 유적이 많은 곳이다. 청동기시대의 유물인 지석묘가 11기 있었으나, 대부분 파괴되었다. 최근에는 한양대학교 박물관팀에 의해 청주 한(韓)씨의 지석(誌石)이 발굴되었다.

## 법정동
- 양상동(楊上洞)
- 부곡동(釜谷洞)
- 월피동(月陂洞)

## 교통
영동고속도로와 수인산업도로가 가까워 주변의 서울, 인천, 수원 등지로 빠르게 이동할 수 있다. 그 밖의 주요 도로로는 서해안고속도로, 삼일로 등이 있다.

## 교육
- 광덕초등학교
- 삼일초등학교
- 시랑초등학교
- 성포중학교
- 광덕중학교
- 광덕고등학교

## 의료기관
- 동안산 병원

## 문화
주민 편익시설로 성포예술광장(성포동, 월피동 지역은 월피공원임.), 광덕공원, 시랑공원, 시랑운동장(양궁경기장), 광덕산, 안산천 등이 있다.